# ابن كج
ابن كج هو يوسف بن أحمد بن كج أبو القاسم القاضي، أحد أئمة الشافعية.

## علمه
كان يضرب به المثل في حفظ المذهب، تلميذ أبي الحسين بن القطان. وحضر مجلس الدَّارَكي. ارتحل إليه الناس من الآفاق. وكان بعضهم يقدمه على أبو حامد الإسفراييني وقال: هو ذاك رفعته بغداد، وحطتني الدينور، قال ذلك عندما قال له تلميذ يا أستاذ، الاسم لأبي حامد والعلم لك.

## مقتله
ولي القضاء بالدينور لبدر بن حسنويه فلما تغيرت البلاد بعد موت بدر وثب عليه جماعة من العيارين فقتلوه ليلة سبع وعشرين من رمضان سنة 405 هجرية.